# Selepa simplex
Selepa simplex är en fjärilsart som beskrevs av Embrik Strand 1917. Selepa simplex ingår i släktet Selepa och familjen trågspinnare. Inga underarter finns listade i Catalogue of Life.